# Theresa Wayman
Pour les articles homonymes, voir Wayman.
Theresa Becker Wayman née le 23 juin 1980 est une auteure-compositrice-interprète et musicienne américaine.

## Biographie
Née à Eugene en Oregon, elle apprend le piano vers l'âge de dix ans. Elle devient proche d'Emily Kokal durant son adolescence, et elles voyageront ensemble en Europe avant de s'installer à New York puis Los Angeles.
Elle a un fils né en 2005.

## Carrière musicale
Elle cofonde le groupe Warpaint le 14 février 2004 avec Jenny Lee Lindberg, Shannyn Sossamon et son amie Emily Kokal. Sossamon quittera le groupe en 2008 pour se consacrer à sa carrière d'actrice, et après plusieurs remplacements Stella Mozgawa intégrera le groupe en 2009 comme batteuse.
Après un premier EP intitulé Exquisite Corpse, Warpaint signe un contrat avec Rough Trade et sort deux albums studios intitulés The Fool en 2010 et Warpaint en 2014. Le second fut suivi d'une tournée mondiale de trois-cent dates. Un troisième album est en cours d'écriture.
Elle a également collaboré avec Vincent Gallo pendant quelque temps durant la période de séparation de Warpaint.
Parmi ses influences musicales, se trouve notamment Jimmy Page, guitariste de Led Zeppelin, Cyndi Lauper, Björk, PJ Harvey et Talking Heads.
Elle a également joué plusieurs petits rôles au cinéma.

## Filmographie
- 2002 : Les lois de l'attraction
- 2004 : Rift (court-métrage)
- 2006 : Insult to Injury (court-métrage)
- 2010 : Pete Smalls in Dead

## Discographie
- 2008 : Exquisite Corpse (EP)
- 2010 : The Fool (Rough Trade)
- 2014 : Warpaint (Rough Trade)
- 2016 : Heads Up (Rough Trade)